# 1270
سنة 1270 هي سنة بسيطة تبدأ يوم الأربعاء حسب التقويم اليولياني

## أحداث
- نهاية حرب القديس سابا في 1270 والتي بدأت في 1256.
- روجر بيكون يسجل وجود مادة البارود الاسود لدى العرب. [بحاجة لمصدر]

## مواليد
- وليام والاس

## وفيات
- لويس التاسع